# Лавров Віталій Васильович
Лавров Віталій Васильович (5 червня 1960 року, с. Біще,, Тернопільська обл.) — український еколог-системолог, доктор сільськогосподарських наук, професор, завідувач кафедри загальної екології Білоцерківського національного аграрного університету, професор кафедри екології, природничих та математичних наук Комунального закладу вищої освіти «Вінницька академія безперервної освіти».

## Біографія
Лавров Віталій Васильович народився 5 червня 1960 року в с. Біще Бережанського району Тернопільської області.
З 1975 по 1979 роки навчався у Вінницькому технікумі залізничного транспорту МСШ СРСР, де отримав фах «технік лісового господарства». У 1979 році був направлений в Ртищевську дистанцію захисних лісонасаджень МСШ СРСР (Саратовська обл. РФ). З 1979 по 1981 роки ніс строкову службу в армії. В 1982 році поступив на лісогосподарський факультет Української лісогосподарської академії (тепер — Національний університет біоресурсів і природокористування України, Київ). Після закінчення вишу в 1987 році здобув кваліфікацію «інженер лісового господарства» та працював помічником лісничого в Іллінецькому держлісгоспзазі Вінницького ОУЛГ МЛГ УРСР. У 1987 році поступив до очної аспірантури Українського науково-дослідного інституту лісового господарства та агролісомеліорації ім. Г. М. Висоцького (УкрНДІЛГА), де за 20 років пройшов шлях від аспіранта до провідного наукового співробітника лабораторії моніторингу і сертифікації лісів. У 1994 році захистив кандидатську дисертацію на тему «Підвищення стійкості лісових екосистем в умовах Черкаської промислової агломерації» за спеціальністю 03.00.16 — екологія. В 2003 році В. В. Лаврову присвоєно вчене звання старшого наукового співробітника.
Під час роботи в УкрНДІЛГА (1987–2006 р.р.) був відповідальним виконавцем або керівником 12 держбюджетних та 9 госпдоговірних науково-дослідних робіт, 4 міжнародних проектів (ПРООН, ГЕФ, Міжнародний науковий фонд Дж. Сороса). За сумісництвом з 2000 по 2006 роки працював доцентом кафедри хімічної техніки і промислової екології у Національному технічному університеті «Харківський політехнічний інститут» МО України. У 2006 році отримав вчене звання «доцент кафедри хімічної техніки і промислової економіки». У 2006 році В. В. Лаврова було запрошено на роботу в Інститут агроекології УААН (тепер — Інститут агроекології і природокористування НААН; Київ) на посаду завідувача лабораторії економіки природокористування та охорони навколишнього природного середовища в агросфері відділу природокористування, охорони навколишнього природного середовища та економіки наукових досліджень. У 2008 році очолив лабораторію ландшафтних екосистем зазначеного відділу. [Архівовано 17 листопада 2015 у Wayback Machine.] Займався проблемами синекології, збалансованого природокористування в агросфері та методології інтегрованого управління лісовими ресурсами. За сумісництвом з 2009 по 2010 роки працював професором кафедри екологічної безпеки та кафедри з питань сталого розвитку, змін клімату та впровадження чистих технологій Державної екологічної академії післядипломної освіти та управління при Мінприроди України. У 2009 році В. В. Лавров захистив докторську дисертацію на тему «Методологія сталого розвитку лісової галузі України: теорія і практика» за спеціальністю 03.00.16 — екологія  [Архівовано 15 квітня 2022 у Wayback Machine.].
З 2010 по 2023 роки В. В. Лавров працював завідувачем кафедри загальної екології та екотрофології Білоцерківського національного аграрного університету. З вересня 2023 року - професор кафедри екології, природничих та математичних наук Комунального закладу вищої освіти «Вінницька академія безперервної освіти». Здійснює підготовку фахівців освітньо-кваліфікаційного рівня «доктор філософії», «магістр» і «бакалавр» за спеціальністю «екологія». Викладає навчальні дисципліни «Методологія та організація наукових досліджень», «Природно-ресурсний потенціал України», «Економіка природокористування», «Системний аналіз навколишнього середовища», «Прикладна екологія», «Урбоекологія», «Міжнародна екологічна діяльність», «Стратегія сталого розвитку» та ін. Науково-педагогічний стаж роботи становить 36 років.  Крім того з 2011 по 2013 роки за сумісництвом працював провідним науковим співробітником в Інституті агроекології і природокористування НААН України.
В. В. Лавров здійснює наукове консультування двох докторантів і наукове керівництво підготовкою п'яти аспірантів за спеціальністю 03.00.16 — екологія. Під його керівництвом захищено одну докторську і чотири кандидатські дисертації з екології.
В. В. Лавров був і залишається активним учасником діяльності низки офіційних професійних товариств та надає низку експертних послуг :
- член спеціалізованої вченої ради Д 26.371.01 Інституту агроекології і  природокористування НААН (2012—2014 рр.);
- член спеціалізованої вченої ради Д 26.376.01 Інституту захисту рослин НААН (2012-2013 рр.; 2016-2021 рр.);
- член спеціалізованої вченої ради К 47.104.05 Національного університету водного господарства та природокористування МОНУ (2019-2022 рр.);
- член спеціалізованої вченої ради Д.47.104.05 Національного університету водного господарства та природокористування МОНУ (з 2023 р.);
- член Науково-методичної комісії та Координаційно-методичної ради Науково-методичного центру «Агроекологія» Інституту агроекології і природокористування НААН як куратор Закарпатського Інституту агропромислового виробництва НААН та Черкаської дослідної станції біоресурсів Інституту розвитку і генетики тварин НААН України — з виконання завдань НТП НААН України «Економіка природокористування» (2011—2015 рр.);
- член Вченої ради Біосферного заповідника «Асканія-Нова» імені Ф. Е. Фальц-Фейна НААН (з 2008 р.);
- член ТК 160 із стандартизації «Субтропічне і декоративне рослинництво, озеленення та дизайн» (Нікітський ботанічний сад НААН — Національний науковий центр) (з 2008 р.);
- член вченої ради екологічного факультету Білоцерківського національного аграрного університету (з 2011 р.);
- член редакційної колегії науково-теоретичного журналу «Агроекологічного журналу» (з 2007 р.), науково-практичного журналу «Збалансоване природокористування» (2011—2012 рр.), науково-практичного журналу «Вісник агробіології» (з 2014 р.),наукового журналу «Біологічні системи: теорії та інновації» (2020 р.) та наукового вісника Вінницької академії безперервної освіти. Серія "Екологія. Публічне управління та адміністрування" (з 2024 р.);
- голова ДЕК на факультеті плодоовочівництва, екології та захисту рослин Уманського національного університету садівництва з атестації випускників ОКР «спеціаліст» за спеціальністю 7.04010601 «Екологія та охорона навколишнього середовища» денної форми навчання (2012—2014 рр.);
- голова і член експертної комісії МОН України з ліцензування кафедр вищих навчальних закладів щодо відкриття спеціальності (Житомирський НАЕУ, 2014 р., 2016 р.; Національний університет харчових технологій, 2015 р.);
- член експертної комісії МОН України в області питань щодо охорони навколишнього природного середовища (2015—2018 рр.).

## Сфера наукових інтересів В.В.Лаврова
Під час роботи в УкрНДІЛГА (1987—2006 рр.) В. В. Лавров досліджував проблеми: фітоіндикації аеротехногенного забруднення природного довкілля; діагностики антропогенної трансформації лісових екосистем на різних рівнях їх біологічної та структурної організації; екологічного нормуванням антропогенних навантажень на лісові екосистеми; розроблення і впровадження у практику лісового господарства України загальноєвропейських принципів і норм сталого (збалансованого) розвитку; узгодження нормативно-правової бази лісової галузі України з міжнародними вимогами щодо впровадження принципів сталого лісокористування і лісоуправління; збереження біотичного і ландшафтного різноманіття; сертифікації лісів; синергетики і теорії хаосу.
В. В. Лавров був керівником та відповідальним виконавцем 20 Завдань державних програм, НДР та Проектів, профінансованих із держбюджету України, 6 міжнародних проектів (ПРООН (Київ, 2000–2003 рр.), ГЕФ (Київ, 2001–2003 рр.), Міжнародний науковий фонд Дж. Сороса, Grants UADOOO, UAD2OO of ISF of LongTerm Research Grants Program, USA, 1994–1995 рр.).
Під час роботи в Інституті агроекології і природокористування НААН (2006—2010 рр.) В. В. Лавров досліджував проблеми синекології, збалансованого природокористування в агросфері та методології інтегрованого управління лісовими ресурсами.
Сферою наукових інтересів В. В. Лаврова є: методологія сталого розвитку; конфлікт соціальних, економічних та екологічних цінностей в управлінні; проблеми гармонізації інтересів і дій між суб’єктами природокористування і охорони природи; забезпечення системного, інтегрального управління природокористуванням і супутніми екологічними загрозами; науково-теоретичні, нормативно-правові та організаційні аспекти збалансованого ведення лісового і сільського господарства у ландшафтній сфері; синекологічна діагностика антропогенного порушення лісових екосистем, екологічне нормування навантажень на них; екологічна освіта і виховання.
В. В. Лавров розвиває наукову школу за напрямом «Методологія оцінювання стану, збереження і збалансованого використання біоресурсів ландшафтної сфери», що ґрунтується на засадах збалансованого просторового розвитку (Ріо–1992; Потсдам, 1999; Ганновер, 2000), збереження біорізноманіття і природного довкілля (Софія, 1995; Київ, 2000, 2003, 2010, BIO-Ua-2005–2025; EPTISA-2012–2020), збереження ландшафтів (Флоренція, 2000; Київ, 2005), інтегрованого (еколого-економічного) управління природними ресурсами агросфери» (Монреаль, 2003).

## Наукові праці
За результатами наукових досліджень В. В. Лавровим самостійно і у складі авторських колективів опубліковано понад 280 праць, у тому числі 10 колективних монографій, 2 словники-довідники, 99 статей (із них 9 – у виданнях наукометричних баз Scopus та WoS, 82 – у фахових виданнях України), 17 науково-методичних рекомендацій, 2 навчальних посібники, понад 90 навчально-методичних вказівок.

### Основні наукові опубліковані праці
1. Лісова галузь України у контексті збалансованого розвитку: теоретико-методологічні, нормативно-правові та організаційні аспекти: Монографія / О. І. Фурдичко, В. В. Лавров. К.: Основа, 2009. 424 с.
2. Ліс у Степу: основи сталого розвитку / О. І. Фурдичко, Г. Б. Гладун, В. В. Лавров; за наук. ред. акад. УААН О. І. Фурдичка. К.: Основа, 2006. 496 с.
3. Лавров В. В. Системний підхід як методологічна основа для оцінки і зменшення загроз біорізноманіттю (лісові екосистеми). Оцінка і напрямки зменшення загроз біорізноманіттю України / [О. В. Дудкін, А. В. Єна, М. М. Коржнєв та ін.]; відп. ред. О. В. Дудкін. К.: Хімджест, 2003. С. 156—273.
4. Лавров В. В. Конфлікт соціальних, економічних та екологічних цінностей як базова перепона на шляху до сталого розвитку системи «суспільство — природа» в умовах конкурентного середовища. Наук. вісник НЛТУУ: Зб. наук.-техн. праць. Львів: НЛТУУ, 2005. Вип. 15.6. Екологізація економіки як інструмент сталого розвитку в умовах конкурентного середовища. С. 332—339.
5. Лавров В. В. Проблеми запровадження інституту лісової сертифікації в Україні: узгодження міжнародних та національних нормативно-правових рамок, умов розвитку. Екологія та ноосферологія. 2005. Т. 16, № 3-4. С.12-24.
6. Лавров В. В. Біоцентричні та екосистемні засади гармонізації діяльності суб'єктів природокористування на принципах сталого розвитку. Таврійський науковий вісник. Вип. 68. Херсон, 2010. С. 145—155.
7. Лавров М. В., Лавров В. В. Проблема вибору цінностей суб'єктами діяльності у контексті реалізації збалансованого природокористування. Сталий розвиток економіки. 2016. № 3(32). С. 126—135.
8. Лавров В. В., Блінкова О. І., Мірошник Н. В., Грабовська Т. О. Антропогенні зміни екологічних умов фітоценозів долин середніх річок України (на прикладі притоку Дніпра — річки Тясмин). Вісник Дніпропетровського університету. Біологія, екологія/ Visnyk of Dnipropetrovsk University. Biology, ecology. 2016. Вип. 24(2). С. 501—511.
9. Лавров В. В., Блінкова О. І. , Мірошник Н. В., Іваненко О. М. Синекологічні засади діагностики трансформації структурно-функціональної організації лісових екосистем в аспекті еволюції. Фактори експериментальної еволюції організмів. 2016. Том 18. С. 186—191.
10. Лавров В. В., Блінкова О. І., Іваненко О. М., Поліщук З. В. Консортивні зв'язки афілофороїдних грибів та Quercus robur L. у місцях промислового добування граніту та рекреаційної діяльності. Біологічні Студії / Studia Biologica. 2016. Том 10/№ 2. С. 163—174.
11. Лавров В. В., Блінкова О. І., Іваненко О. М., Поліщук З. В. Зміни консортивних зв'язків афілофороїдних грибів та Quercus robur L. у рекреаційно-оздоровчих лісах зеленої зони м. Умані. Екологія та ноосферологія. 2017. Том. 28, № 3–4. С. 5–20.
12. Blinkova O, Lavrov V. Study of soil water-erosion intensity and vegetation cover of an oak-spruce forest in the Pokutsko-Bukovina Carpathians, Ukraine. Arch Biol Sci. 2017; 69(4):627-636. Archives of biological sciences. URL: https://doi.org/10.2298/ABS161206008B (Scopus, 2 квартиль;  WoS).
13. Лавров В. В., Блінкова О. І. Методологічні проблеми біотичної діагностики антропогенної трансформації лісових екосистем за рівнями організації життя. Фактори експериментальної еволюції організмів. 2018. Т. 22. С. 368—373. URL: http://nbuv.gov.ua/UJRN/
14. Лавров В. В., Блінкова О. І., Іваненко О. М., Поліщук З. В. Методологічні аспекти діагностики рекреагенної трансформації дубових лісів за різноманіттям угруповань ксилотрофних грибів та фітобіоти. Вісник Харківського національного аграрного університету. Серія біологія. 2019. 1(46). С. 81–98. URL: http://vbio.knau.kharkov.ua/visnyk_bio_2019_1.html
15. Lavrov V., Grabovska T., Ternowyi Yu. Methodology, mechanisms and tools for substantiation of socio-ecological and economic benefits from the implementation of organic production. Monografia  viacerэch  autorov: Geo-management  in organic  agriculture. Vydavateľ: Európsky inštitút ďalšieho vzdelávania, Za  Humnami. Podhajska, 2019. P. 125—149.
16. Грабовська Т. О., Лавров В. В. Політика органічного сільського господарства України — шлях до європейських стандартів / Розділ 5. Екологічне сільське господарство ЄС та стандарти якості і безпеки харчових продуктів). Аграрна політика Європейського Союзу: виклики та перспективи: монографія / за ред. проф. Т. О. Зінчук. Київ: «Центр учбової літератури», 2019. С. 444—453.
17. Vitaliy V. Lavrov, Nataliia V. Miroshnyk, Tetiana O. Grabovska1 & Sergiy A. Yashchenko. The herbaceous tier analysis in protective forest plantations, Ukraine. Phytol. Balcan. 25(3). Sofia. 2019. P. 345-361. URL: http://www.bio.bas.bg/~phytolbalcan/PDF/25_3/contents.html
18. Лавров В. В., Слободенюк О. І., Савчук Л. А. Стан зелених насаджень міста Умань. Науковий вісник НЛТУ України, 29(8), 2019. С. 25-30. URL: https://doi.org/10.36930/40290802
19. Grabovska T., Lavrov V., Rozputnii O., Grabovskyi M., Mazur T., Polishchuk Z., Prisjazhnjuk N., Bogatyr L. Effect of organic farming on insect diversity. Ukrainian Journal of Ecology. 10(4). 2020. 96-101. https://doi: 10.15421/2020_174 (Scopus, 3 квартиль)
20. Lavrov V.V., Miroshnyk N.V., Grabovska T.O., Shupova T.V. Forest shelter belts in organic agricultural landscape: structure of biodiversity and their ecological role. Folia Forestalia Polonica, Series A – Forestry, 2021, Vol. 63 (1), 48–64. https://DOI:10.2478/ffp-2021-0005 (Scopus, 3 квартиль)
21. Lavrov V., Grabovska T. Methodological approaches in the study of agroecosystems’ biodiversity. Агробіологія. 2021, № 2(167). С. 217–228. URL:  https://doi: 10.33245/2310-9270-2021-167-2-217-228
22. Tetiana Grabovska, Vitalii Lavrov, Olexandr Putchkov (2021). Diversity of entomofauna in organic versus conventionally managed soybean fields protected by forest shelter belts in Ukraine. Springer Nature. Organic Agriculture. Vol. 11. 625–638. https://doi.org/10.1007/s13165-021-00368-w (Scopus, 2 квартиль)
23. Vitaliy Lavrov, Olena Blinkova, Tetiana Grabovska, Zoriana Polishchuk. Evaluation of forest ecosystems’ anthropogenic transformation by indicators of xylomycocomplex. Folia Forestalia Polonica, Series A – Forestry, 2023, Vol. 65 (1), 34–47. https:// DOI: 10.2478/ffp-2023-0004 (Scopus, 3 квартиль)
24. DOBROVOLSKA, Olena, GRABOVSKA, Tetiana, LAVROV, Vitaliy, TERNOVYI, Yuri, JELÍNEK, Marek and ROUBIK, Hynek. What are the organizational and economic principles of organic farming in the context of sustainable development? Case of Ukraine. Ecological Questions. Online. 17 July 2023. Vol. 34, no. 4, pp. 1-24. https:// DOI 10.12775/EQ.2023.053 (Scopus, Web of Science)